# 会城街道
会城街道是江門市新會區政府所在地，是新会区政治、经济、文化、交通、通信、贸易的中心，總面積140.66平方公里，265975人。

## 地理
会城街道位於新会區北部，北靠圭峰山、云峰山与蓬江区的杜阮鎮、白沙街道相连，東隔江门水道与江海区的礼乐街道、大广海湾经济区三江鎮相望；南隔银洲湖与双水鎮相望；西隔潭江及其支流与司前鎮、大澤鎮及羅坑鎮相望。

## 历史

### 命名
会城是新会城的简称。自隋朝開始，會城一直為新會地區的經濟、文化和政治中心。
- 注： 三國時代，孫權設立平夷縣，這是新會地域設立的第一個縣，平夷縣的縣治在司前鎮河村墟.

### 沿革
自隋朝開皇十年廢新會郡，建立新會縣開始，縣城就設在今會城街道。
進入唐代，貞觀十三年（639年）建岡州，州城也設置於會城，所以今日會城又名岡城。唐德宗貞元末，岡州撤銷，新會改屬廣州，但縣城仍位於會城街道。
元至正二十一年（1361年），黃斌起義。縣城遭攻陷，縣尹暫時移往潮居都辦公。
明太祖洪武元年（1368年），徵南將軍廖永忠平定黃斌起義，重新置縣治於會城。清代，新會縣下轄龙溪、常德、壽寧及昆仑四鄉、三坊、十二都、一百零四圖，合共664條村莊。
民國20年（1931年）3月1日，新會縣政府遷往江門鎮石灣廟。六年後，重新由石灣廟遷回。民國28年（1939年）4月2日，日軍侵佔縣城，縣政府遷往雙水天亭豪山。直至1945年9月26日，縣府隨國民革命軍64軍光復縣城。
1949年10月24日，中國人民解放軍進駐新會縣城。翌日成立江會區軍管會，縣政府與軍管會在江門辦公。直至1950年4月末，新會縣政府才遷回會城。1951年改稱會城镇，1961年6月1日改为人民公社，1971年6月恢复会城镇，1992年和环城镇合併，2001年和七堡镇合併，2005年改为街道办事处至今。

## 行政區劃
会城街道下辖以下地区：
北门社区、菱东社区、南宁社区、中心社区、河南社区、贤洲社区、浐湾社区、南园社区、南兴社区、七堡社区、明翠社区、城东社区、城西社区、明兴社区、同德社区、永安村、仁义村、江咀村、奇榜村、沙岗村、都会村、大滘村、东甲村、西甲村、灵镇村、泗丫村、城南村、梅江村、城郊村、三联村、河北村、群胜村、九龙村、二宁村、南庚村、孖冲村、天禄村、天马村、西盛村、茶坑村、大洞村、七堡村、潭冲村和冲那村。

## 旅遊景點
- 圭峰山
  - 玉台寺
  - 玉湖
  - 滑草場
  - 石澗公園(大石頭)
- 紫雲觀
- 梁啟超故居
- 小鳥天堂
- 陳皮村
- 葵湖公園
- 象山公園
- 馬山公園
- 新會人民會堂
- 盆趣園
- 新會學宮及新會博物館
- 景堂圖書館
- 新會動物園(於2010年4月搬遷，現改建為北園公園)
- 名人廣場
- 新會現代農業基地
- 新會葵博園
- 勞動大學
- 南湖公園
- 銀湖濕地公園
- 新會港

## 交通

### 公共交通
普速铁路
- 广珠铁路
- 鹤台线(正在规划中)

高速铁路
- 江門站(珠西枢纽)至湛江西

城际轨道
- 新会至广州南站

巴士
- 311 滑草埸站↔江門站（珠西樞紐）
- 新會1 金沙↔三江
- 302 金沙↔江門人人樂
- 303 金沙↔滑草場
- 305 同和↔金碧灣
- 306 東侯↔南坦
- 新會7 中心南客運站↔五堡
- 新會8 紫雲觀↔東甲
- 新會9 新會新汽車总站↔七堡德昌
- 新會9A 新會新汽車总站↔七堡沖那
- 220 新會新汽車总站↔雙水
- 221 新會新汽車总站↔雙水沙路
- 212 新會新汽車总站↔睦洲
- 213 新會新汽車总站↔沙堆梅閣
- 215 新會新汽車总站↔大鰲
- 216 新會新汽車总站↔雙水蓢頭
- 217 新會新汽車总站↔雙水塔嶺
- 101 新會旧汽車总站↔江門公汽中心站
- 102 新會新汽車总站↔江門新車站
- 103 新會梁啟超故居↔玉湖↔江門公汽中心站
- 113 新會新汽車总站↔江門麻園站
- 201 新會新汽車总站↔崖南
- 202 新會新汽車总站↔古兜溫泉
- 203 新會新汽車总站↔天亭↔崖西
- 204 新會新汽車总站↔羅坑六堡
- 205 新會新汽車总站↔羅坑陳涌
- 207 新會新汽車总站↔羅坑天湖
- 208 新會新汽車总站↔司前崑崙
- 209 新會新汽車总站↔大澤
- 210 新會新汽車总站↔古井

### 主要交通幹道
- 江门大道
- 冈州大道
- 新会大道
- 三和大道
- 银湖大道
- 启超大道
- 中心南路
- 知政路
- 惠民路
- 朱紫路
- 中心路
- 人民路
- 南隅路
- 西隅路
- 大新路（步行路）
- 仁寿路（步行路）
- 田心路
- 凌东路
- 公园路
- 振兴路
- 同德路
- 东庆路
- 侨兴路
- 帝临路
- 新桥路
- 龙湾路
- 葵湖路
- 明兴路
- 爱民路
- 平安路
- 城东路
- 东门路
- 东侯路
- 潮兴路
- 今洲路
- 龙兴路
- 新港大道
- 北安路
- 圭峰路
- 圭阳路
- 新开公路
- 会城大道